# Guangzhou International Women's Open 2019
Guangzhou International Women's Open 2019 byl tenisový turnaj pořádaný jako součást ženského okruhu WTA Tour, který se hrál na otevřených dvorcích s tvrdým povrchem mezinárodního tenisového centra. Probíhal mezi 16. až 21. zářím 2019 v čínském Kantonu jako šestnáctý ročník turnaje.
Turnaj s navýšeným rozpočtem o čtvrt milionu dolarů na 500 000 dolarů patřil do kategorie WTA International. Nejvýše nasazenou hráčkou ve dvouhře se stala třetí hráčka světa Elina Svitolinová z Ukrajiny, která ve druhém kole skrečovala Marii Bouzkové pro bolest v pravém kolenu. Jako poslední přímá účastnice do dvouhry nastoupila 99. hráčka žebříčku Srbka Aleksandra Krunićová.
Třetí singlový titul na okruhu WTA Tour vybojovala 20letá Američanka Sofia Keninová, která se poprvé v kariéře pounula na 17. místo žebříčku WTA. Premiérový společný titul ve čtyřhře WTA vybojoval německo-čínský pár  Laura Siegemundová a Pcheng Šuaj, jež v Kantonu získala čtvrtou trofej.

## Distribuce bodů a finančních odměn

### Distribuce bodů
| Soutěž  | vítězky | finalistky | semifinalistky | čtvrtfinalistky | 16 v kole | 32 v kole | Q  | Q2 | Q1 |
| ------- | ------- | ---------- | -------------- | --------------- | --------- | --------- | -- | -- | -- |
| dvouhra | 280     | 180        | 110            | 60              | 30        | 1         | 18 | 12 | 1  |
| čtyřhra | 280     | 180        | 110            | 60              | 1         | —         | —  | —  | —  |

### Finanční odměny
| Soutěž                              | vítězky   | finalistky | semifinalistky | čtvrtfinalistky | 16 v kole | 32 v kole | Q2      | Q1    |
| ----------------------------------- | --------- | ---------- | -------------- | --------------- | --------- | --------- | ------- | ----- |
| dvouhra                             | 111 164 $ | 55 324 $   | 29 730 $       | 8 898 $         | 4 899 $   | 3 026 $   | 1 470 $ | 865 $ |
| čtyřhra                             | 17 724 $  | 9 222 $    | 4 950 $        | 2 623 $         | 1 383 $   | —         | —       | —     |
| částka ve čtyřhře je uvedena na pár |           |            |                |                 |           |           |         |       |

## Ženská dvouhra

### Nasazení
| Stát                        | Hráčka                  | WTA | Nasazení |
| --------------------------- | ----------------------- | --- | -------- |
| Ukrajina                    | Elina Svitolinová       | 3.  | 1.       |
| Čína                        | Wang Čchiang            | 12. | 2.       |
| USA                         | Sofia Keninová          | 20. | 3.       |
| Čína                        | Čang Šuaj               | 32. | 4.       |
| Česko                       | Kateřina Siniaková      | 37. | 5.       |
| Čína                        | Čeng Saj-saj            | 38. | 6.       |
| Bělorusko                   | Aljaksandra Sasnovičová | 48. | 7.       |
| Tunisko                     | Ons Džabúrová           | 51. | 8.       |
| Žebříček WTA k 9. září 2019 |                         |     |          |

### Jiné formy účasti
Následující hráčky obdržely divokou kartu do hlavní soutěže:
- Tuan Jing-jing
- Světlana Kuzněcovová
- Pcheng Šuaj
- Samantha Stosurová

Následující hráčka nastoupila do hlavní soutěže pod žebříčkovou ochranou:
- Nina Stojanovićová

Následující hráčky si zajistily postup do hlavní soutěže v kvalifikaci:
- Magdalena Fręchová
- Tereza Martincová
- Jasmine Paoliniová
- Lesley Pattinama Kerkhoveová
- Sün Fang-jing
- Katarina Zavacká

Následující hráčky postoupily z kvalifikace jako tzv. šťastné poražené:
- Dalila Jakupovićová[1]
- Wang Si-jü[1]

### Odhlášení
před zahájením turnaje
- Jennifer Bradyová → nahradila ji  Aleksandra Krunićová
- Sorana Cîrsteaová → nahradila ji  Sara Sorribesová Tormová
- Světlana Kuzněcovová → nahradila ji  Wang Si-jü
- Rebecca Petersonová → nahradila ji  Dalila Jakupovićová

### Skrečování
- Jelena Rybakinová (poranění levého stehna)[1]
- Sara Sorribesová Tormová (poranění pravé nohy)[1]
- Elina Svitolinová (bolest pravého kolena)[1]

## Ženská čtyřhra

### Nasazení
| Stát                                                                    | Hráčka               | Stát      | Hráčka               | WTA | Nasazení |
| ----------------------------------------------------------------------- | -------------------- | --------- | -------------------- | --- | -------- |
| Austrálie                                                               | Samantha Stosurová   | Čína      | Čang Šuaj            | 28  | 1        |
| Čína                                                                    | Tuan Jing-jing       | Čína      | Jang Čao-süan        | 72  | 2        |
| Srbsko                                                                  | Aleksandra Krunićová | Bělorusko | Lidzija Marozavová   | 107 | 3        |
| Austrálie                                                               | Ellen Perezová       | USA       | Sabrina Santamariová | 138 | 4        |
| Žebříček WTA k 9. září 2019; číslo je součtem umístění obou členek páru |                      |           |                      |     |          |

### Jiné formy účasti
Následující pár obdržel divokou kartu do hlavní soutěže:
- Lu Ťia-ťing /  Sün Fang-jing
- Ng Kwan-yau  /  Čeng Saj-saj

Následující pár nastoupil z pozice náhradníka:
- Lesley Pattinama Kerkhoveová /  Ankita Rainová

### Odhlášení
před zahájením turnaje
- Jelena Rybakinová (poranění levého stehna)

## Přehled finále

### Ženská dvouhra
- Sofia Keninová vs.  Samantha Stosurová, 6–7(4–7), 6–4, 6–2

### Ženská čtyřhra
- Pcheng Šuaj /  Laura Siegemundová vs.  Alexa Guarachiová /  Giuliana Olmosová, 6–2, 6–1